# Newark Ukrainian Sitch
Newark Ukrainian Sitch, também conhecido como "Newark Ukrainians" (oficialmente Associação Desportiva Educacional "Chornomorska Sitch" Newark, em ucraniano:  УСВТ (Українське спортивно-виховне товариство) «Чорноморська січ» (Ньюарк)) é um clube americano de futebol  com sede em Newark, New Jersey, antigo membro da American Soccer League.
Atualmente, o clube participa da "Super Divisão" amadora da Garden State Soccer League com o nome de "Ukrainian Sitch SC".

## História
O clube foi fundado em 21 de dezembro de 1924.
A equipe estreou em 19 de agosto de 1956, competindo na Divisão "B" da New Jersey State Soccer Leaguey pela temporada 1956/57. A equipe continuou a jogar no NJJSL até ingressar na German-American Soccer League e, posteriormente, na American Soccer League Para a temporada 1964/65, a equipe se juntou à "Super-League" Eastern Professional Soccer Conference, e depois que a EPSC desistiu no final de sua única temporada, a equipe voltou à ASL onde competiu até a temporada 1970/71 quando juntou-se à Liga Schaefer. Depois que a Schaefer League se desfez no final dos anos 70, o time se juntou à Garden State Soccer League, onde competiu em várias divisões e continua a competir até hoje.
Ao longo da gestão inicial do clube, os "Newark Ucranianos" ganharam várias competições, torneios e títulos, sendo os mais notáveis a Lewis Cup em 1962/63 e a Schaefer League em 1970/71.
Ao mesmo tempo, a equipe também disputou uma série de amistosos contra clubes estrangeiros, incluindo o Legia Varsóvia, da Polônia, Dirmersheim, da Alemanha, Skelmersdale United, da Inglaterra, TUS,da Alemanha, e Arminia Bielefeld, da Alemanha.
O sucesso mais recente de Sitch na GSSL veio na temporada 2008/2009, onde conquistou o título da Liga Norte de Elite Semi-Pro GSSL e a Copa da Liga GSSL.